# Visitors (album)
Visitors è un album dal vivo di Benito Urgu registrato nel 1987. Uscito inizialmente in musicassetta, è stato ristampato su CD nel 2003 da Frorias Edizioni.

## Tracce
1. C'è da spostare una pecora – 2:38
2. L'alieno Tondeddu - parte 1 – 8:39
3. L'alieno Tondeddu - parte 2 – 6:33
4. Il clarinetto – 3:39
5. L'alieno Tondeddu - parte 3 – 2:48
6. Cappuccetto Rospo - parte 1 – 5:19
7. Cappuccetto Rospo - parte 2 – 3:49
8. L'alieno Tondeddu - parte 4 – 4:27
9. L'alieno Tonteddu preannuncia Pamela - parte 1 – 4:23
10. L'alieno Tonteddu preannuncia Pamela - parte 2 – 6:02
11. Pamela – 5:41
12. Scambio di coppie – 3:45
13. Trallallera – 3:59
14. Conclusione – 3:37

## Personaggi e interpreti
- Molly: Anna Contu
- Ambrogio: Alverio Cau
- Cappuccetto Rospo, Pamela, Tonteddu e il visitor: Benito Urgu